# Atletismo nos Jogos Pan-Arábicos de 2007
O atletismo nos Jogos Pan-Arábicos de 2007 foi disputado entre os dias 21 e 24 de novembro de 2007 no Military Academy Stadium, no Cairo. Foram realizados um total de 46 eventos, 23 masculinos e 23 femininos. O Marrocos saiu como o país mais bem sucedido na competição, com dez medalhas de ouro em um total de 23 conquistadas. Sudão e Tunísia ficaram em segundo e terceiro lugar, respectivamente, com oito e sete ouros. Os anfitriões, os egípcios, levaram seis ouros, além de igualar o número total de medalhas dos marroquinos. Sete recordes dos Jogos foram quebrados nesta edição. 
Amr Ibrahim Mostafa Seoud do Egito e Gretta Taslakian do Líbano conquistaram a dobradinha dos 100/200 metros no masculino e no feminino, respectivamente. O sudanês Abubaker Kaki Khamis ganhou ouro nos 800 metros e nos 1500 metros, este último quebrando o recorde da competição, enquanto o marroquino Abdelkader Hachlaf venceu os 5000 metros e os 3000 metros com obstáculos. Mona Jabir Adam Ahmed venceu o heptatlo e os 400 metros com barreiras, além de um ouro e uma prata com a equipe sudanesa do revezamento. Sua parceira no revezamento, Nawal El Jack também obteve quatro medalhas ao vencer os 400 metros feminino e ficar em segundo nos 200 metros.

## Recordes
Os seguintes recordes foram quebrados pelos atletas nos Jogos dos Cairo:

### Masculino
| Atleta                                                                                                 | Evento                     | País                   | Recorde | Notas |
| --- | -------------------------- | ---------------------- | ------- | ----- |
| Omar Juma Bilal Al-Salfa                                                                               | 200 metros                 | Emirados Árabes Unidos | 20.94   | NR    |
| Soleiman Salem Ayed Hatem Mersal M. Majdi Amr Ibrahim Mostafa Seoud                                    | Revezamento 4 x 100 metros | Egito                  | 40.17   | NR    |
| ? | Revezamento 4 x 100 metros | Jordânia               | 40.38   | NR    |
| Legenda:0WR — Recorde mundial • AR — Recorde regional • GR — Recorde dos Jogos • NR — Recorde nacional |                            |                        |         |       |

### Feminino
| Atleta                                                                                                 | Evento              | País     | Recorde | Notas |
| --- | ------------------- | -------- | ------- | ----- |
| Alaa Fadhel Al-Saffar                                                                                  | 100 metros          | Kuwait   | 12.97   | NR    |
| Shaika Al-Dosari                                                                                       | 100 metros          | Catar    | 13.32   | NR    |
| Dana Abdul Razak                                                                                       | 200 metros          | Iraque   | 24.83   | NR    |
| Fatima Abdullah Dahman                                                                                 | 200 metros          | Iêmen    | 27.53   | NR    |
| Fatima Al-Orafi                                                                                        | Meia maratona       | Iêmen    | 1:48:54 | NR    |
| Mouzi Mohd Ali                                                                                         | Salto em altura     | Catar    | 1.25 m  | NR    |
| Rima Taha Farid                                                                                        | Salto triplo        | Jordânia | 12.24 m | NR    |
| Ebtehal Fethi Khalifa Abbud                                                                            | Lançamento de dardo | Líbia    | 35.53 m | NR    |
| Legenda:0WR — Recorde mundial • AR — Recorde regional • GR — Recorde dos Jogos • NR — Recorde nacional |                     |          |         |       |

## Medalhistas

### Masculino
| Evento                     | Ouro                                                                                                  | Ouro          | Prata                                                                                     | Prata      | Bronze                                                                                            | Bronze    |
| -------------------------- | --- | ------------- | ----------------------------------------------------------------------------------------- | ---------- | ------------------------------------------------------------------------------------------------- | --------- |
| 100 metres                 | Amr Ibrahim Mostafa Seoud · Egito                                                                     | 10.38 NR      | Yahya Al-Gahes · Arábia Saudita                                                           | 10.40      | Khalil Al-Hanahneh · Jordânia                                                                     | 10.53     |
| 200 metros (vento:2.0 m/s) | Amr Ibrahim Mostafa Seoud · Egito                                                                     | 20.69         | Khalil Al-Hanahneh · Jordânia                                                             | 20.81 NR   | Soleiman Salem Ayed · Egito                                                                       | 20.92     |
| 400 metros                 | Nagmeldin Ali Abubakr · Sudão                                                                         | 46.16         | Hamdan Odha Al-Bishi · Arábia Saudita                                                     | 46.50      | Ridha Ghali · Tunísia                                                                             | 46.77     |
| 800 metros                 | Abubaker Kaki Khamis · Sudão                                                                          | 1:43.90 NR/GR | Mohammed Al-Salhi · Arábia Saudita                                                        | 1:46.64    | Saïd Doulal · Marrocos                                                                            | 1:48.33   |
| 1500 metros                | Abubaker Kaki Khamis · Sudão                                                                          | 3:47.92       | Mohammed Othman Shaween · Arábia Saudita                                                  | 3:48.49    | Abdalla Abdelgadir · Sudão                                                                        | 3:48.97   |
| 5000 metros                | Abdelkader Hachlaf · Marrocos                                                                         | 13:39.75      | Sultan Khamis Zaman · Catar                                                               | 13:39.79   | Hasan Mahboob · Bahrein                                                                           | 13:39.93  |
| 10000 metros               | Hasan Mahboob · Bahrein                                                                               | 29:29.48      | Sultan Khamis Zaman · Catar                                                               | 29:29.65   | Moukhled Al-Outaibi · Arábia Saudita                                                              | 29:29.74  |
| 110 m com barreiras        | Othmane Hadj Lazib · Argélia                                                                          | 14.03         | Ali Hussein Al-Zaki · Arábia Saudita                                                      | 14.60      | Sami Ahmed Al-Haydar · Arábia Saudita                                                             | 14.60     |
| 400 m com barreiras        | Abderahmane Hammadi · Argélia                                                                         | 50.77         | Idriss Abdelaziz Al-Housaoui · Arábia Saudita                                             | 51.15      | Ali Obaid Shirook · Emirados Árabes Unidos                                                        | 51.66     |
| 3000 m com obtáculos       | Abdelkader Hachlaf · Marrocos                                                                         | 8:39.84       | Hamid Ezzine · Marrocos                                                                   | 8:42.57    | Abubaker Ali Kamal · Catar                                                                        | 8:43.02   |
| Revezamento 4×100 m        | Arábia Saudita · Moussa Al-Housaoui · Yahya Al-Gahes · Salem Mubarak Al-Yami · Yahya Hassan Habeeb    | 39.99         | Omã Yousuf Darwish Awlad Thani Juma Mubarak Al-Jabri Abdullah Said Al-Sooli M. Al-Masoudi | 40.12      | Catar · Ibrahim Abdulla Al-Waleed · Areef Ibrahim · Sulaiman Hamid Aosman · Hamad Kefah Al-Dosari | 40.14     |
| Revezamento 4×400 m        | Arábia Saudita · Hamed Hamadan Al-Bishi · Hamdan Odha Al-Bishi · Mohammed Al-Salhi · Ismail Al-Sabani | 3:04.74       | Sudão · Awadelkarim Makki · Abubaker Kaki · Salih Dar · Nagmeldin Ali Abubakr             | 3:06.52 NR | Tunísia · Sofiane Labidi · Ridha Ghali · Mohamed Amin Guezmil · Chouaieb Chelbi                   | 3:06.83   |
| Meia maratona              | Brahim Beloua · Marrocos                                                                              | 1:02:30 GR    | Ali Mabrouk El Zaidi · Líbia                                                              | 1:02:32    | Abdulhak Elgorche Zakaria · Bahrein                                                               | 1:03:26   |
| Marcha atlética 20 km      | Hassanine Sebei · Tunísia                                                                             | 1:36:00.2     | Mabrook Saleh Nasser Mohamed · Catar                                                      | 1:36:00.2  | Mohamed Ameur · Argélia                                                                           | 1:43:35.8 |
| Salto em altura            | Salem Al-Anezi · Kuwait                                                                               | 2.20 m NR     | Rashid Ahmed Al-Mannai · Catar                                                            | 2.17 m     | Majed Aldin Ghazal · Síria · Jamal Fakhri Al-Qasim · Arábia Saudita                               | 2.14 m    |
| Salto com vara             | Karim El Mafhoum · Marrocos                                                                           | 5.00 m        | Abderamane Tamada · Tunísia                                                               | 4.90 m     | Sifax Khiari · Argélia                                                                            | 4.80 m    |
| Salto em distância         | Mohammed Al Khuwaildi · Arábia Saudita                                                                | 8.19 m GR     | Hussein Al-Sabee · Arábia Saudita                                                         | 8.10 m     | Issam Nima · Argélia                                                                              | 7.98 m    |
| Salto triplo               | Tarik Bouguetaïb · Marrocos                                                                           | 16.46 m       | Mohammed Hamdi Awadh · Catar                                                              | 16.22 m    | Mohamed Youssef Al-Sahabi · Bahrein                                                               | 16.03 m   |
| Arremesso de peso          | Khalid Habash Al-Suwaidi · Catar                                                                      | 19.56 m GR    | Sultan Al-Hebshi · Arábia Saudita                                                         | 19.53 m    | Yasser Ibrahim Farag · Egito                                                                      | 19.42 m   |
| Arremesso de disco         | Sultan Mubarak Al-Dawoodi · Arábia Saudita                                                            | 58.63 m       | Ahmed Mohamed Dheeb · Catar                                                               | 57.76 m    | Yasser Ibrahim Farag · Egito                                                                      | 57.74 m   |
| Arremesso de martelo       | Mohsen El Anany · Egito                                                                               | 74.22 m GR    | Ali Al-Zinkawi · Kuwait                                                                   | 74.02 m    | Hassan Mohamed Abdel Jawad · Egito                                                                | 68.68 m   |
| Lançamento de dardo        | Mohamed Ali Kebabou · Tunísia                                                                         | 71.41 m       | Walid Abdelghani Sayed · Egito                                                            | 71.15 m    | Mohamed Ibrahim Al-Khalifa · Catar                                                                | 69.67 m   |
| Decatlo                    | Ahmad Hassan Moussa · Catar                                                                           | 7383 pts      | Abdallah Mohamed Saad Hamed · Egito                                                       | 7180 pts   | Mohamed Ridha Al-Matroud · Arábia Saudita                                                         | 6995 pts  |

## Quadro de medalhas

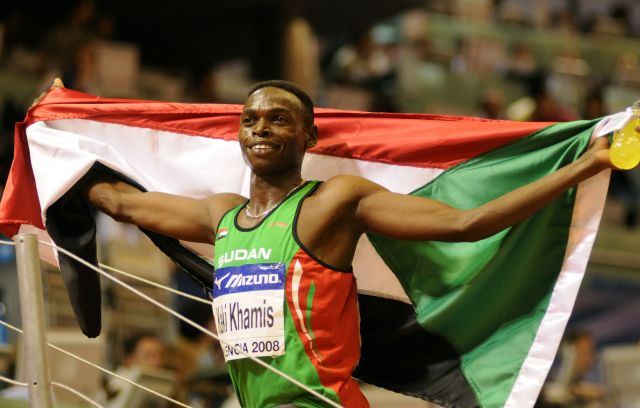
Abubaker Kaki consquistou duas das oito medalhas de ouro do Sudão no atletismo

Legenda
| Ordem | País                   | Medalha de ouro | Medalha de prata | Medalha de bronze | Total |
| ----- | ---------------------- | --------------- | ---------------- | ----------------- | ----- |
| 1     | Marrocos               | 10              | 9                | 4                 | 23    |
| 2     | Sudão                  | 8               | 7                | 3                 | 18    |
| 3     | Tunísia                | 7               | 1                | 4                 | 12    |
| 4     | Egito                  | 6               | 8                | 9                 | 23    |
| 5     | Arábia Saudita         | 4               | 8                | 4                 | 16    |
| 6     | Bahrein                | 3               | 1                | 6                 | 10    |
| 7     | Catar                  | 2               | 6                | 3                 | 11    |
| 8     | Argélia                | 2               | 1                | 7                 | 10    |
| 9     | Líbano                 | 2               | 0                | 0                 | 2     |
| 10    | Kuwait                 | 1               | 1                | 0                 | 2     |
| 11    | Síria                  | 1               | 0                | 2                 | 3     |
| 12=   | Iraque                 | 0               | 1                | 2                 | 3     |
| 12=   | Jordânia               | 0               | 1                | 2                 | 3     |
| 14=   | Líbia                  | 0               | 1                | 0                 | 1     |
| 14=   | Omã                    | 0               | 1                | 0                 | 1     |
| 16    | Emirados Árabes Unidos | 0               | 0                | 1                 | 1     |
| Total | Total                  | 46              | 46               | 47                | 139   |

## Participantes
| - Arábia Saudita - Argélia - Bahrein - Comores - Djibuti | - Egito - Emirados Árabes Unidos - Iêmen - Iraque - Jordânia | - Kuwait - Líbano - Líbia - Mauritânia - Marrocos | - Omã - Catar - Sudão - Síria - Tunísia |